# Carmen Electra
Tara Leigh Patrick (n. 20 aprilie 1972, Sharonville, Ohio), cunoscută după numele de scenă Carmen Electra, este o actriță, cântăreață, dansatoare, vedetă de televiziune și fotomodel american. Ea devenit celebră datorită aparițiilor în revista Playboy, în game show-ul MTV Singled Out, în serialul Baywatch și dansând cu Pussycat Dolls. De asemenea, este cunoscută pentru rolurile din filmele Scary Movie, Date Movie, Epic Movie, Meet the Spartans și Disaster Movie.

## Începutul carierei și copilăria
Numele său adevărat este Tara Leigh Patrick. S-a născut pe 20 aprilie 1972 în Sharonville, Ohio, în familia lui Harry Patrick, un chitarist și entertainer, și a soției sale Patricia (d. 1998), o cântăreață. Este cea mai mică din cei șase copii ai cuplului; are patru frați și o soră. A făcut cursurile școlii primare la Ann Weigel Elementary School. A luat cursuri de dans sub îndrumarea lui Gloria J. Simpson, în Western Hills, vecină cu Cincinnati. Mama ei a decedat în 1998 în urma unei tumori cerebrale. A urmat liceul la Princeton și în același timp a luat cursuri de actorie la Cincinnati Public School District. Are origini engleze, irlandeze, olandeze și germane.

## Viața personală
În anii 1990, Carmen Electra a avut relații romantice cu muzicienii Tommy Lee de la Mötley Crüe și Fred Durst de la Limp Bizkit.  
În 1998, ea a avut o relație cu starul NBA Dennis Rodman. În august, același an, mama și sora sa au murit la câteva săptămâni una de cealaltă. Ea și Rodman s-au căsătorit în noiembrie 1998 la Little Chapel of the Flowers în Las Vegas, Nevada.
Pe 22 noiembrie 2003, Electra s-a căsătorit cu Dave Navarro, chitaristul principal al formației rock Jane's Addiction. Pe 17 iulie 2006, ea și Navarro au anunțat separarea lor și, la 10 august, Electra a inițiat procedura de divorț; aceasta a fost finalizaztă pe 20 februarie 2007.
În aprilie 2008, reprezentatul lui Carmen Electra a confirmat că ea este logodită cu Rob Patterson, membru al formației nu metal Otep și al formației hard rock Filter. După o logodnă de câțiva ani,  în 2012 Electra a apărut la show-ul TV The Choice ca celibatară. Ulterior ea a avut o scurtă relație cu Simon Cowell, între decembrie 2012 și februarie 2013.